# Isosaari (ö i Finland, Norra Karelen, Pielisen Karjala, lat 63,78, long 29,54)
Isosaari är en ö i Finland. Den ligger i sjön Mujejärvi och i kommunen Nurmes i den ekonomiska regionen  Pielinen-Karelen  och landskapet Norra Karelen, i den centrala delen av landet, 500 km nordost om huvudstaden Helsingfors. Öns area är 3,9 hektar och dess största längd är 310 meter i sydöst-nordvästlig riktning.